# Emmalaan 13 (Baarn)
Villa Westerhoek aan de Emmalaan 13 is een gemeentelijk monument in Baarn in de provincie Utrecht. Het huis staat in het Wilhelminapark dat onderdeel is van  rijksbeschermd dorpsgezicht Prins Hendrikpark e.o.

## Oorsprong
De villa is vermoedelijk gebouwd tussen 1905 en 1910. De villa heeft twee gevels; een gevel aan de Emmalaan en een gevel aan de Amsterdamsestraatweg. De villa is gebouwd in zowel de chaletstijl als in de neorenaissancestijl. De villa heeft een dubbele oprijlaan welke beide uitkomen op de Emmalaan.

## Bewoning
De villa stond in 1917 leeg en deed in 1950 dienst als rusthuis/pension. De villa heeft thans een kantoorbestemming.